# Divididos (álbum)
Divididos es el primer álbum recopilatorio editado por la banda de Rock argentina Divididos. El álbum es, en resumen, la recopilación de las mejores canciones de la banda hasta ese momento, junto con 3 canciones nuevas.

## Lista de canciones
Todas las canciones compuestas por Ricardo Mollo y Diego Arnedo excepto las señaladas.

| N.º | Título | Álbum                 | Duración |  |
| 1.  | «Sábado» | Acariciando Lo Áspero | 4:16     |  |
| 2.  | «Dame Un Limón» (Mollo, Arnedo, Federico Gil Solá, Gustavo Santaolalla) | La Era De La Boludez  | 3:57     |  |
| 3.  | «¿Qué Tal?» (Mollo, Arnedo, Gil Solá) | Acariciando Lo Áspero | 3:00     |  |
| 4.  | «El 38» | Acariciando Lo Áspero | 2:30     |  |
| 5.  | «¿Qué Ves?» (Mollo, Arnedo, Gil Solá) | La Era De La Boludez  | 5:14     |  |
| 6.  | «El Arriero» (Atahualpa Yupanqui) | La Era De La Boludez  | 6:39     |  |
| 7.  | «Tomando Mate En La Paz» (Mollo, Arnedo, Jorge Araujo) | Otroletravaladna      | 4:23     |  |
| 8.  | «Paisano De Hurlingham» (Mollo, Arnedo, Gil Solá) | La Era De La Boludez  | 3:58     |  |
| 9.  | «Cielito Lindo» (canción popular mexicana) | Acariciando Lo Áspero | 3:40     |  |
| 10. | «15-5» | Otroletravaladna      | 2:24     |  |
| 11. | «Capo-Capón» | Inédito               | 4:08     |  |
| 12. | «Cabezón» | Inédito               | 2:16     |  |
| 13. | «Popourri en vivo: El ojo blindado / Estallando desde el océano / Mejor no hablar de ciertas cosas / No duermas más / Haciendo cosas raras» (Luca Prodan, Arnedo, Germán Daffunchio / Prodan, Arnedo, Daffunchio, Mollo, Roberto Pettinato / Prodan, Arnedo, Daffunchio, Indio Solari / Prodan, Arnedo, Daffunchio / Mollo, Arnedo) | Inédito               | 9:15     |  |